# O desterro dos mortos
O desterro dos mortos é um livro de contos impactantes do escritor baiano Aleilton Fonseca publicado pela Relume Dumará em 2001. Este livro faz parte da lista de obras indicadas para o vestibular da Universidade do Estado da Bahia (UNEB). O livro leva os leitores a refletir sobre as relações humanas e sua própria existência diante do progressivo processo de desumanização da sociedade contemporânea. Há um entrelaçamento dos personagens e temas dos contos que compõem a obra. As narrativas se unem em torno dos temas de morte, dor, perda, culpa, decepções, solidão e rompimento, que são revelados pelo personagem-narrador. As experiências de perda conduzem o narrador à sua própria transformação e ao encontro consigo mesmo.

## Conteúdo
O desterro dos mortos é composto de 12 contos e um posfácio escrito pela professora Rita Santos da Universidade do Estado da Bahia. É escrito em um estilo bastante inovador, com uma linguagem arrebatadora que fisga o leitor desde o início até a última página. O livro é repleto de um lirismo contundente, característica de seu autor que, além de ficcionista, é também poeta e ensaísta. A maioria dos contos apresenta uma relação temática e de seus personagens, como ressalta o posfácio de Rita Santos.
- O livro inicia com o conto "Nhô Guimarães," cujo título se transformou em outro romance do autor em 2006.[7] Trata-se de uma homenagem a Guimarães Rosa. Neste conto, a narradora, uma mulher sertaneja idosa, descreve as lembranças das antigas visitas de Nhô Guimarães a um visitante que a princípio ela achava que fosse Nhô Guimarães pelo modo de cavalgar, mas que parecia ser bem mais jovem. O autor toma de empréstimo o estilo e a oralidade da linguagem roseana no romance Grande Sertão: Veredas e ficcionaliza um relato de como o escritor mineiro pesquisou e registrou em anotações a linguagem do sertão mineiro para depois usá-la em seu romance. Ao final da narrativa, o autor deixa a interpretação em aberto ao leitor para que ele decida se o visitante é uma outra pessoa ou o próprio Nhô Guimarães que deixou sua moradia no mundo dos mortos para fazer sua última visita àquele local.
- O segundo conto, "O sorriso da estrela", narra a relação conflitante de uma garota chamada Estela, portadora de deficiência mental, e seu irmão Pedro. Estela dedicava amor e atenção ao irmão, mas Pedro não era capaz de perceber o seu carinho e cuidado para com ele. Com a morte de Estela aos treze anos, Pedro, três anos mais novo do que ela, passa a perceber o quanto amava a irmã. A narrativa tem início no velório de Estela. Pedro relembra os momentos passados e só assim passa a perceber o cuidado da irmã para com ele. Em um misto de saudade e culpa por não ter se apercebido daquele sentimento antes, Pedro se dá conta da amabilidade de Estela, que agora se encontra morta. O conto enfoca a tristeza provocada em Pedro pela morte da irmã através da lembrança de seu sorriso que se transforma em uma estrela, e agora sorri eternamente para ele. De forma pungente, o conto enfatiza, em flashback, a saudade do jovem irmão e seu sentimento de culpa por não ter compreendido nem o carinho da irmã, nem o amor que ela lhe dedicava através de sua linguagem ao chamar-lhe de Dindinho. É através da morte da irmã que o personagem alcança a maturidade e passa a compreender a dimensão do sentimento da perda de um ente amado.[8] Este conto foi publicado pela primeira vez em Jaú dos Bois (1997), tendo agraciado o autor com o 3° Prêmio Nacional de Contos da Fundação Cultural do Estado da Bahia. Também aparece na coletânea O conto em vinte e cinco baianos (2009).[9]
- "O avô e o rio" narra a luta de um homem com um rio que invade suas terras, ao mesmo tempo em que descreve a relação entre um neto e seu avô e enfatiza temas como aprendizado, conhecimento e herança, tanto no nível material como emocional, legados familiares que passam de pais e avós para filhos e netos.[10] Da amizade entre o avô e o neto, o leitor descobre que os dois só possuem um ao outro a quem possam recorrer.[8] De modo arrebator, o narrador conta como o avô vai envelhecendo e perdendo suas forças, até o dia em que o neto não pode mais contar com ele.
- Em "O pescador", o autor aborda os problemas da poluição e devastação da natureza sob a ótica de um escritor que, através de uma antiga fotografia, empreende uma viagem fictícia de canoa com Juca e Antonho, dois pescadores de siri, com o intuito de buscar material para a escrita de um conto. Neste passatempo, o escritor (João Paulo, apelidado de Janjão na infância) reencontra seu antigo colega de escola e ambos acabam por rememorar lembranças da infância. Além de trazer à tona lembranças de um passado mútuo que havia se perdido, a pesca se transforma em uma metáfora para o ato de escrever através da pesca de palavras, mas também para o ato de recuperação de memórias através da pesca de lembranças, embora a pesca só tenha acontecido de forma ficcional através da mente do escritor.
- "Para sempre" é a história de um menino que desconhece seu pai. Sua mãe havia dito a ele que não tinha pai. Contudo, antes de morrer, sua mãe revela que ele tinha pai, mas a doença a levou antes de ela dizer-lhe quem era. O conto gira em torno do mistério que acompanha a vida do garoto, mistério que só é desvendado ao final da narrativa.

Além desses, o livro apresenta os seguintes contos, tão surpreendentes quanto os anteriores: "O voo dos anjos", "O sabor das nuvens", "O casal vizinho", "Amigos, amigos", "In memoriam", "O desterro dos mortos" e "Jaú dos bois".

## Recepção crítica
O livro foi muito bem recebido pela crítica e pelos leitores, como pode se ver pela reação de alguns deles no site Scoob, como descreve o seguinte exemplo:
"O livro é todo vazado em uma prosa simples, atraente, poética, que narra os fatos com a leveza, detalhes e uma enorme solidariedade para com as personagens e o leitor. A morte marca as narrativas e instiga o leitor a pensar na existência humana e na importância de tentar compreender e aceitar as diferenças no convívio com as pessoas próximas e com os semelhantes." 
O site Toque poético escreveu sobre o livro:
"Não é um livro para deleite fantasioso no qual a leitura provoca suspiros apaixonados, divagações, mas as histórias são impactantes, tiram o leitor, de certa forma, de um local de conforto para refletir a própria experiência, talvez porque mesmo sendo ficcional, os contos trazem sentimentos verdadeir[o]s que se manifestam diante das perdas. E a morte é a nossa grande perda, e de forma brilhante, Aleilton Fonseca a coloca como um momento [de] transcendência, como uma linha de fuga para encontrar-se, seja com a morte de uma irmã, um pai, um avô, escritor, amigo ou até a morte da inocência e de um sonho."
Na resenha do livro feita por Cyro de Matos denominada "Lirismo do contista Aleilton Fonseca", este escritor tece vários elogios ao livro e ao autor e conclui, afirmando: 
"As histórias de Aleilton Fonseca fornecem a sensação de que entram pelos ouvidos e ficam com seriedade ritmadas dentro de nós sob puro lirismo. Assim são construídas com seus tremores e amores, como feixes acesos de humanidades múltiplas, determinam simpatia entre o real e o sonho. Não precisam de questionamentos profundos nas razões de ser dos outros no mundo, e porque dotadas de puro lirismo simplesmente o coração as aceita, pulsam amores em atitudes e sentimentos."
Além disso, o livro vem sendo analisado em diversos trabalhos acadêmicos, o que demonstra a sua importância para a literatura e para a crítica literária nacional.